# Charles Deutschmann
Charles Deutschmann, né le 29 juillet 1886 à Paris et mort le 29 janvier 1983 à Levallois-Perret, est un homme politique français.

## Détail des fonctions et des mandats
Mandat parlementaire
- 23 août 1951 - 8 juin 1958 : sénateur de la Seine

Mandat local
- 1947-1965 : maire de Levallois-Perret